# Молодіжний чемпіонат Європи з футболу 2021 (склади команд)
У статті зазначені склади збірних національних команд молодіжного чемпіонату Європи з футболу 2021 року. Кожна національна команда мала подати заявку з 23 гравців, троє з яких повинні бути воротарями. Участь могли взяти лише гравці, народжені 1 січня 1998 року або пізніше. Якщо гравець отримав серйозну травму, команда могла замінити його іншим гравцем до початку турніру. Оскільки через пандемію COVID-19 груповий етап та матчі плей-оф проводились з перервою у два місяці, команди що подолали груповий етап на другу частину турніру подавали нові заявки.
Позиції гравців приведені у відповідність з офіційним сайтом УЄФА. Гравці, виділені жирним шрифтом на момент початку фінального турніру мали досвід виступу за головну збірну своєї країни.

## Груповий етап
Вік футболістів, клуб а також кількість матчів і голів за збірну вказані станом на день початку групового етапу чемпіонату (24 березня 2021 року)

### Група A

#### Німеччина
Головний тренер: Штефан Кунц
Остаточний склад було оголошено 15 березня 2021.
| №  | Поз. | Гравець          | Дата народження (вік)            | Ігри | Голи | Клуб                          |
| -- | ---- | ---------------- | -------------------------------- | ---- | ---- | ----------------------------- |
| 1  | ВР   | Маркус Шуберт    | 12 червня 1998 (вік 22 роки)     | 6    | 0    | Айнтрахт (Франкфурт-на-Майні) |
| 2  | ЗХ   | Йоша Вагноман    | 12 листопада 2000 (вік 20 років) | 4    | 0    | Гамбург                       |
| 3  | ЗХ   | Давід Раум       | 22 квітня 1998 (вік 22 роки)     | 2    | 0    | Гройтер Фюрт                  |
| 4  | ЗХ   | Ніко Шлоттербек  | 1 грудня 1999 (вік 21 рік)       | 7    | 3    | Уніон (Берлін)                |
| 5  | ЗХ   | Амос Піпер       | 17 січня 1998 (вік 23 роки)      | 4    | 0    | Армінія (Білефельд)           |
| 6  | ПЗ   | Ніклас Дорш      | 15 січня 1998 (вік 23 роки)      | 8    | 1    | Гент                          |
| 7  | НП   | Юссуфа Мукоко    | 20 листопада 2004 (вік 16 років) | 0    | 0    | Боруссія (Дортмунд)           |
| 8  | ПЗ   | Арне Маєр        | 8 січня 1999 (вік 22 роки)       | 12   | 1    | Армінія (Білефельд)           |
| 9  | НП   | Йонатан Буркардт | 11 липня 2000 (вік 20 років)     | 5    | 2    | Майнц 05                      |
| 10 | НП   | Лукас Нмеча      | 14 грудня 1998 (вік 22 роки)     | 14   | 8    | Андерлехт                     |
| 11 | НП   | Мергім Беріша    | 11 травня 1998 (вік 22 роки)     | 7    | 1    | Ред Булл (Зальцбург)          |
| 12 | ВР   | Фінн Дамен       | 27 березня 1998 (вік 22 роки)    | 2    | 0    | Майнц 05                      |
| 13 | ПЗ   | Саліх Озджан     | 11 січня 1998 (вік 23 роки)      | 11   | 1    | Кельн                         |
| 14 | ЗХ   | Штефан Амбросіус | 18 грудня 1998 (вік 22 роки)     | 1    | 0    | Гамбург                       |
| 15 | ЗХ   | Ісмаїл Якобс     | 17 серпня 1999 (вік 21 рік)      | 4    | 0    | Кельн                         |
| 16 | ПЗ   | Малік Тшау       | 8 серпня 2001 (вік 19 років)     | 0    | 0    | Шальке 04                     |
| 17 | ПЗ   | Антон Штах       | 15 листопада 1998 (вік 22 роки)  | 0    | 0    | Гройтер Фюрт                  |
| 18 | НП   | Флоріан Крюгер   | 13 лютого 1999 (вік 22 роки)     | 5    | 1    | Ерцгебірге Ауе                |
| 19 | ЗХ   | Ларс Лукас Май   | 31 січня 2000 (вік 21 рік)       | 1    | 0    | Дармштадт 98                  |
| 20 | ПЗ   | Виталі Янельт    | 10 травня 1998 (вік 22 роки)     | 6    | 0    | Брентфорд                     |
| 21 | ЗХ   | Рідле Баку       | 8 квітня 1998 (вік 22 роки)      | 8    | 0    | Вольфсбург                    |
| 22 | ПЗ   | Матео Клімович   | 6 липня 2000 (вік 20 років)      | 0    | 0    | Штутгарт                      |
| 23 | ВР   | Леннарт Грілль   | 12 червня 1998 (вік 22 роки)     | 7    | 0    | Баєр 04                       |

#### Угорщина
Головний тренер: Золтан Гера
Остаточний склад було оголошено 15 березня 2021.
| №  | Поз. | Гравець         | Дата народження (вік)            | Ігри | Голи | Клуб             |
| -- | ---- | --------------- | -------------------------------- | ---- | ---- | ---------------- |
| 1  | ВР   | Мартін Ауербах  | 3 листопада 2002 (вік 18 років)  | 0    | 0    | Академія Пушкаша |
| 2  | ЗХ   | Бенедек Вар'ю   | 21 травня 2001 (вік 19 років)    | 0    | 0    | МТК (Будапешт)   |
| 3  | ЗХ   | Аттіла Мочі     | 29 травня 2000 (вік 20 років)    | 0    | 0    | Голодаш          |
| 4  | ЗХ   | Ботонд Балог    | 6 червня 2002 (вік 18 років)     | 2    | 0    | Парма            |
| 5  | ЗХ   | Андраш Хусті    | 29 січня 2001 (вік 20 років)     | 0    | 0    | Будафок МТЕ      |
| 6  | ПЗ   | Мартін Палінчар | 3 січня 1999 (вік 22 роки)       | 4    | 0    | МТК (Будапешт)   |
| 7  | НП   | Тамаш Кішш      | 24 листопада 2000 (вік 20 років) | 3    | 1    | Академія Пушкаша |
| 8  | ПЗ   | Сабольч Мезей   | 18 жовтня 2000 (вік 20 років)    | 2    | 0    | МТК (Будапешт)   |
| 9  | НП   | Бенце Біро      | 14 липня 1998 (вік 22 роки)      | 1    | 0    | МТК (Будапешт)   |
| 10 | НП   | Адріан Секе     | 1 липня 1998 (вік 22 роки)       | 2    | 1    | Гераклес         |
| 11 | НП   | Ален Скрібек    | 11 квітня 2001 (вік 19 років)    | 0    | 0    | Будафок МТЕ      |
| 12 | ВР   | Балаж Беше      | 22 січня 1999 (вік 22 роки)      | 1    | 0    | Будафок МТЕ      |
| 13 | ЗХ   | Олівер Тамаш    | 14 квітня 2001 (вік 19 років)    | 0    | 0    | Пакш             |
| 14 | ПЗ   | Крістоф Хінора  | 5 лютого 1998 (вік 23 роки)      | 7    | 0    | Вашаш            |
| 15 | ПЗ   | Міхай Ката      | 13 квітня 2002 (вік 18 років)    | 0    | 0    | МТК (Будапешт)   |
| 16 | ПЗ   | Норберт Шендрей | 27 березня 2000 (вік 20 років)   | 1    | 1    | Будапешт Гонвед  |
| 17 | НП   | Донат Барань    | 4 вересня 2000 (вік 20 років)    | 1    | 0    | Дебрецен         |
| 18 | ЗХ   | Бендегуз Болла  | 22 листопада 1999 (вік 21 рік)   | 5    | 0    | Фегервар         |
| 19 | ЗХ   | Ласло Дойч      | 9 березня 1999 (вік 22 роки)     | 1    | 0    | Академія Пушкаша |
| 20 | НП   | Чаба Букта      | 25 липня 2001 (вік 19 років)     | 0    | 0    | Альтах           |
| 21 | ПЗ   | Андраш Чонка    | 1 травня 2000 (вік 20 років)     | 3    | 0    | Будафок МТЕ      |
| 22 | ВР   | Петер Ковач     | 10 лютого 2000 (вік 21 рік)      | 0    | 0    | Будайорш         |
| 23 | НП   | Марк Ковачреті  | 1 вересня 2000 (вік 20 років)    | 4    | 0    | Кішварда         |

#### Нідерланди
Головний тренер: Ервін ван де Лой
Остаточний склад було оголошено 15 березня 2021. 21 березня було оголошено, що Лютсарел Гертрейда замінить Юррієна Тімбера через хворобу.
| №  | Поз. | Гравець            | Дата народження (вік)          | Ігри | Голи | Клуб               |
| -- | ---- | ------------------ | ------------------------------ | ---- | ---- | ------------------ |
| 1  | ВР   | Кьєлл Схерпен      | 23 січня 2000 (вік 21 рік)     | 4    | 0    | Аякс (Амстердам)   |
| 2  | ЗХ   | Дейовайсіо Зефейк  | 11 березня 1998 (вік 23 роки)  | 11   | 2    | Герта (Берлін)     |
| 3  | ЗХ   | Перр Схюрс         | 26 листопада 1999 (вік 21 рік) | 11   | 0    | Аякс (Амстердам)   |
| 4  | ЗХ   | Свен Ботман        | 12 січня 2000 (вік 21 рік)     | 3    | 0    | Лілль              |
| 5  | ЗХ   | Мітхел Баккер      | 20 червня 2000 (вік 20 років)  | 6    | 0    | Парі Сен-Жермен    |
| 6  | ПЗ   | Ферді Кадиоглу     | 7 жовтня 1999 (вік 21 рік)     | 14   | 1    | Фенербахче         |
| 7  | НП   | Джастін Клюйверт   | 5 травня 1999 (вік 21 рік)     | 9    | 4    | РБ Лейпциг         |
| 8  | ПЗ   | Тен Копмейнерс     | 28 лютого 1998 (вік 23 роки)   | 17   | 4    | АЗ                 |
| 9  | НП   | Майрон Боаду       | 14 січня 2001 (вік 20 років)   | 6    | 6    | АЗ                 |
| 10 | ПЗ   | Дані де Віт        | 28 січня 1998 (вік 23 роки)    | 12   | 10   | АЗ                 |
| 11 | НП   | Ноа Ланг           | 17 червня 1999 (вік 21 рік)    | 6    | 1    | Брюгге             |
| 12 | ЗХ   | Джордан Тезе       | 30 вересня 1999 (вік 21 рік)   | 3    | 0    | ПСВ                |
| 13 | ЗХ   | Даніло Дукі        | 30 червня 1998 (вік 22 роки)   | 4    | 0    | Вітессе            |
| 14 | НП   | Коді Гакпо         | 7 травня 1999 (вік 21 рік)     | 9    | 4    | ПСВ                |
| 15 | ЗХ   | Тайрелл Маласіа    | 17 серпня 1999 (вік 21 рік)    | 4    | 0    | Феєнорд            |
| 16 | ВР   | Джастін Бейло      | 22 січня 1998 (вік 23 роки)    | 11   | 0    | Феєнорд            |
| 17 | ПЗ   | Юрген Еккеленкамп  | 5 квітня 2000 (вік 20 років)   | 2    | 3    | Аякс (Амстердам)   |
| 18 | ЗХ   | Лютсарел Гертрейда | 18 липня 2000 (вік 20 років)   | 0    | 0    | Феєнорд            |
| 19 | НП   | Браян Броббі       | 1 лютого 2002 (вік 19 років)   | 0    | 0    | Аякс (Амстердам)   |
| 20 | ПЗ   | Абду Арруї         | 13 січня 1998 (вік 23 роки)    | 9    | 1    | Спарта (Роттердам) |
| 21 | НП   | Явайро Ділросун    | 22 червня 1998 (вік 22 роки)   | 7    | 2    | Герта (Берлін)     |
| 22 | ПЗ   | Людовіт Рейс       | 1 червня 2000 (вік 20 років)   | 8    | 0    | Оснабрюк           |
| 23 | ВР   | Мартен Пас         | 14 травня 1998 (вік 22 роки)   | 5    | 0    | Утрехт             |

#### Румунія
Головний тренер: Адріан Муту
Остаточний склад було оголошено 16 березня 2021. 19 березня було оголошено, що Адріан Петре замінить Валентина Костаке.
| №  | Поз. | Гравець          | Дата народження (вік)         | Ігри | Голи | Клуб                      |
| -- | ---- | ---------------- | ----------------------------- | ---- | ---- | ------------------------- |
| 1  | ВР   | Андрей Влад      | 15 квітня 1999 (вік 21 рік)   | 8    | 0    | Стяуа                     |
| 2  | ЗХ   | Раду Бобок       | 24 квітня 1999 (вік 21 рік)   | 12   | 0    | Віїторул (Констанца)      |
| 3  | ЗХ   | Рауль Опруц      | 4 січня 1998 (вік 23 роки)    | 2    | 0    | Германнштадт              |
| 4  | ЗХ   | Алекс Пашчану    | 28 вересня 1998 (вік 22 роки) | 23   | 0    | Понферрадіна              |
| 5  | ЗХ   | Раду Дрегушін    | 3 лютого 2002 (вік 19 років)  | 2    | 0    | Ювентус                   |
| 6  | ПЗ   | Марко Дулка      | 11 травня 1999 (вік 21 рік)   | 5    | 0    | Кіндія (Тирговіште)       |
| 7  | ПЗ   | Джордже Кимпану  | 8 жовтня 2000 (вік 20 років)  | 1    | 0    | КС Університатя (Крайова) |
| 8  | ПЗ   | Маріус Марін     | 30 серпня 1998 (вік 22 роки)  | 7    | 0    | Піза                      |
| 9  | НП   | Джордже Ганя     | 26 травня 1999 (вік 21 рік)   | 7    | 1    | Віїторул (Констанца)      |
| 10 | ПЗ   | Олімпіу Моруцан  | 25 квітня 1999 (вік 21 рік)   | 9    | 1    | Стяуа                     |
| 11 | ПЗ   | Андрей Чобану    | 18 січня 1998 (вік 23 роки)   | 15   | 2    | Віїторул (Констанца)      |
| 12 | ВР   | Міхай Айоані     | 7 листопада 1999 (вік 21 рік) | 2    | 0    | Кіндія (Тирговіште)       |
| 13 | ЗХ   | Денис Чоботаріу  | 10 червня 1998 (вік 22 роки)  | 3    | 0    | ЧФР (Клуж-Напока)         |
| 14 | ПЗ   | Резван Оайде     | 2 березня 1998 (вік 23 роки)  | 8    | 0    | Стяуа                     |
| 15 | ЗХ   | Андрей Кіндріш   | 12 січня 1999 (вік 22 роки)   | 7    | 0    | Ботошані                  |
| 16 | ЗХ   | Денис Харуц      | 25 лютого 1999 (вік 22 роки)  | 5    | 1    | Стяуа                     |
| 17 | ПЗ   | Октавіан Попеску | 27 грудня 2002 (вік 18 років) | 0    | 0    | Стяуа                     |
| 18 | ПЗ   | Кетелін Іту      | 26 жовтня 1999 (вік 21 рік)   | 4    | 0    | ЧФР (Клуж-Напока)         |
| 19 | ЗХ   | Штефан Вледою    | 28 грудня 1998 (вік 22 роки)  | 2    | 0    | КС Університатя (Крайова) |
| 20 | ПЗ   | Александру Мецан | 29 серпня 1999 (вік 21 рік)   | 8    | 1    | Коламбус Крю              |
| 21 | НП   | Адріан Петре     | 11 лютого 1998 (вік 23 роки)  | 11   | 5    | УТА                       |
| 22 | ПЗ   | Даріус Олару     | 3 березня 1998 (вік 23 роки)  | 12   | 1    | Стяуа                     |
| 23 | ВР   | Міхай Єшану      | 25 липня 1999 (вік 21 рік)    | 0    | 0    | Динамо (Бухарест)         |

### Група B

#### Чехія
Головний тренер: Карел Крейчий
Остаточний склад було оголошено 15 березня 2021.
| №  | Поз. | Гравець          | Дата народження (вік)         | Ігри | Голи | Клуб                        |
| -- | ---- | ---------------- | ----------------------------- | ---- | ---- | --------------------------- |
| 1  | ВР   | Матей Коварж     | 17 травня 2000 (вік 20 років) | 0    | 0    | Манчестер Юнайтед           |
| 2  | ЗХ   | Мартін Вітік     | 21 січня 2003 (вік 18 років)  | 0    | 0    | Спарта (Прага)              |
| 3  | ЗХ   | Матей Халуш      | 2 лютого 1998 (вік 23 роки)   | 13   | 0    | Слован (Ліберець)           |
| 4  | ЗХ   | Лібор Голік      | 12 травня 1998 (вік 22 роки)  | 12   | 1    | Яблонець                    |
| 5  | ЗХ   | Домінік Плехатий | 18 квітня 1999 (вік 21 рік)   | 11   | 0    | Спарта (Прага)              |
| 6  | ПЗ   | Міхал Саділек    | 31 травня 1999 (вік 21 рік)   | 11   | 0    | Слован (Ліберець)           |
| 7  | ПЗ   | Павел Буха       | 11 березня 1998 (вік 23 роки) | 11   | 2    | Вікторія (Пльзень)          |
| 8  | ПЗ   | Філіп Гавелка    | 21 січня 1998 (вік 23 роки)   | 11   | 0    | Динамо (Чеські Будейовиці)  |
| 9  | ПЗ   | Домінік Яношек   | 13 червня 1998 (вік 22 роки)  | 13   | 2    | Фастав (Злін)               |
| 10 | НП   | Ондржей Шашинка  | 21 березня 1998 (вік 23 роки) | 11   | 5    | Банік (Острава)             |
| 11 | ЗХ   | Ладислав Крейчий | 20 квітня 1999 (вік 21 рік)   | 9    | 5    | Спарта (Прага)              |
| 12 | НП   | Ондржей Лінгр    | 7 жовтня 1998 (вік 22 роки)   | 4    | 0    | Славія (Прага)              |
| 13 | ПЗ   | Міхал Когут      | 4 червня 2000 (вік 20 років)  | 1    | 0    | Словацко                    |
| 14 | ПЗ   | Патрік Житний    | 21 січня 1999 (вік 22 роки)   | 9    | 1    | Теплиці                     |
| 15 | ЗХ   | Міхал Фукала     | 22 жовтня 2000 (вік 20 років) | 0    | 0    | Слован (Ліберець)           |
| 16 | ВР   | Мартін Єдлічка   | 24 січня 1998 (вік 23 роки)   | 10   | 0    | ДАК 1904 (Дунайська Стреда) |
| 17 | ПЗ   | Томаш Острак     | 5 лютого 2000 (вік 21 рік)    | 1    | 0    | Карвіна                     |
| 18 | ЗХ   | Денис Гранечний  | 7 вересня 1998 (вік 22 роки)  | 13   | 0    | Еммен                       |
| 19 | ПЗ   | Адам Карабець    | 2 липня 2003 (вік 17 років)   | 1    | 0    | Спарта (Прага)              |
| 20 | НП   | Вацлав Дрхал     | 25 липня 1999 (вік 21 рік)    | 6    | 3    | Млада Болеслав              |
| 21 | ПЗ   | Павел Шульц      | 29 грудня 2000 (вік 20 років) | 4    | 1    | Вікторія (Пльзень)          |
| 22 | ПЗ   | Антонін Ванічек  | 22 квітня 1998 (вік 22 роки)  | 17   | 1    | Богеміанс 1905              |
| 23 | ВР   | Матоуш Трмал     | 2 жовтня 1998 (вік 22 роки)   | 4    | 0    | Віторія (Гімарайнш)         |

#### Італія
Головний тренер: Паоло Ніколато
Остаточний склад було оголошено 15 березня 2021. 19 березня Андреа Пінамонті замінив Лоренцо Коломбо через карантинні обмеження COVID-19, що застосовувались до гравців «Інтернаціонале». 23 березня Самуеле Річчі був виключений із заявки,, а Андреа Пінамонті повернувся до офіційного списку, хоча і не був фізично присутній на турнірі.
| №  | Поз. | Гравець             | Дата народження (вік)          | Ігри | Голи | Клуб           |
| -- | ---- | ------------------- | ------------------------------ | ---- | ---- | -------------- |
| 1  | ВР   | Алессандро Пліццарі | 12 березня 2000 (вік 21 рік)   | 2    | 0    | Реджина        |
| 2  | ЗХ   | Рауль Белланова     | 17 травня 2000 (вік 20 років)  | 3    | 0    | Пескара        |
| 3  | ЗХ   | Джанлука Фработта   | 24 червня 1999 (вік 21 рік)    | 2    | 0    | Ювентус        |
| 4  | ЗХ   | Маттео Габбія       | 21 жовтня 1999 (вік 21 рік)    | 5    | 0    | Мілан          |
| 5  | ЗХ   | Ріккардо Маркіцца   | 26 березня 1998 (вік 22 роки)  | 7    | 1    | Спеція         |
| 6  | ЗХ   | Маттео Ловато       | 14 лютого 2000 (вік 21 рік)    | 2    | 0    | Верона         |
| 7  | ПЗ   | Давіде Фраттезі     | 22 вересня 1999 (вік 21 рік)   | 6    | 2    | Монца          |
| 8  | ПЗ   | Сандро Тоналі       | 8 травня 2000 (вік 20 років)   | 6    | 0    | Мілан          |
| 9  | НП   | Лоренцо Коломбо     | 9 березня 2002 (вік 19 років)  | 0    | 0    | Кремонезе      |
| 10 | НП   | Патрік Кутроне      | 3 січня 1998 (вік 23 роки)     | 21   | 8    | Валенсія       |
| 11 | НП   | Джанлука Скамакка   | 1 січня 1999 (вік 22 роки)     | 12   | 7    | Дженоа         |
| 12 | ВР   | Марко Карнесеккі    | 1 липня 2000 (вік 20 років)    | 8    | 0    | Кремонезе      |
| 13 | ЗХ   | Лука Раньєрі        | 23 квітня 1999 (вік 21 рік)    | 5    | 0    | СПАЛ           |
| 14 | ПЗ   | Ніколо Ровелла      | 4 грудня 2001 (вік 19 років)   | 2    | 0    | Дженоа         |
| 15 | ЗХ   | Енріко Дель Прато   | 10 листопада 1999 (вік 21 рік) | 9    | 1    | Реджина        |
| 16 | ЗХ   | Лоренцо Пірола      | 20 лютого 2002 (вік 19 років)  | 1    | 0    | Монца          |
| 17 | ЗХ   | Габріеле Дзаппа     | 22 грудня 1999 (вік 21 рік)    | 1    | 0    | Кальярі        |
| 18 | ПЗ   | Томмазо Побега      | 15 липня 1999 (вік 21 рік)     | 2    | 2    | Спеція         |
| 19 | ЗХ   | Марко Сала          | 4 червня 1999 (вік 21 рік)     | 9    | 0    | СПАЛ           |
| 20 | НП   | Джакомо Распадорі   | 18 лютого 2000 (вік 21 рік)    | 4    | 2    | Сассуоло       |
| 21 | ПЗ   | Джуліо Маджоре      | 12 березня 1998 (вік 23 роки)  | 5    | 0    | Спеція         |
| 22 | ВР   | Мікеле Черофоліні   | 4 січня 1999 (вік 22 роки)     | 2    | 0    | Реджана        |
| 23 | НП   | Андреа Пінамонті    | 19 травня 1999 (вік 21 рік)    | 9    | 2    | Інтернаціонале |

#### Словенія
Головний тренер: Миленко Ачимович
| №  | Поз. | Гравець           | Дата народження (вік)          | Ігри | Голи | Клуб              |
| -- | ---- | ----------------- | ------------------------------ | ---- | ---- | ----------------- |
| 1  | ВР   | Ігор Векич        | 6 травня 1998 (вік 22 роки)    | 4    | 0    | Браво             |
| 2  | ЗХ   | Жан Рогель        | 25 листопада 1999 (вік 21 рік) | 10   | 0    | Тироль            |
| 3  | ЗХ   | Душан Стоїнович   | 26 серпня 2000 (вік 20 років)  | 7    | 0    | Цельє             |
| 4  | ЗХ   | Давид Брекало     | 3 грудня 1998 (вік 22 роки)    | 11   | 1    | Браво             |
| 5  | ЗХ   | Жан Залетел       | 16 грудня 1999 (вік 21 рік)    | 10   | 0    | Цельє             |
| 6  | ПЗ   | Ян Горенц         | 26 липня 1999 (вік 21 рік)     | 3    | 0    | Мура              |
| 7  | ПЗ   | Томі Горват       | 24 березня 1999 (вік 22 роки)  | 8    | 1    | Мура              |
| 8  | ПЗ   | Деян Петрович     | 12 січня 1998 (вік 23 роки)    | 9    | 2    | Рапід (Відень)    |
| 9  | НП   | Жан Медвед        | 14 червня 1999 (вік 21 рік)    | 3    | 2    | Вісла (Краків)    |
| 10 | ПЗ   | Тімі Макс Елшнік  | 29 квітня 1998 (вік 22 роки)   | 3    | 0    | Олімпія (Любляна) |
| 11 | НП   | Жан Целар         | 14 березня 1999 (вік 22 роки)  | 8    | 1    | Кремонезе         |
| 12 | ВР   | Мартін Турк       | 21 серпня 2003 (вік 17 років)  | 0    | 0    | Парма             |
| 13 | ЗХ   | Андраж Жиніч      | 12 лютого 1999 (вік 22 роки)   | 0    | 0    | Домжале           |
| 14 | ПЗ   | Тамар Светлин     | 30 липня 2001 (вік 19 років)   | 2    | 0    | Домжале           |
| 15 | ПЗ   | Санді Огринець    | 5 червня 1998 (вік 22 роки)    | 2    | 0    | Браво             |
| 16 | ПЗ   | Адам Гнезда Черин | 16 липня 1999 (вік 21 рік)     | 9    | 0    | Рієка             |
| 17 | НП   | Альоша Матко      | 29 березня 2000 (вік 20 років) | 3    | 1    | Марибор           |
| 18 | НП   | Даріо Колобарич   | 6 лютого 2000 (вік 21 рік)     | 0    | 0    | Домжале           |
| 19 | НП   | Нік Прелец        | 10 червня 2001 (вік 19 років)  | 1    | 1    | Сампдорія         |
| 20 | ЗХ   | Свен Карич        | 7 березня 1998 (вік 23 роки)   | 0    | 0    | Домжале           |
| 21 | ЗХ   | Альяж Плой        | 30 серпня 1998 (вік 22 роки)   | 5    | 0    | Алюміній          |
| 22 | ВР   | Жан-Люк Лебан     | 15 грудня 2002 (вік 18 років)  | 0    | 0    | Евертон           |
| 23 | ЗХ   | Жан Колманич      | 3 березня 2000 (вік 21 рік)    | 1    | 0    | Остін             |

#### Іспанія
Головний тренер: Луїс де ла Фуенте
Остаточний склад було оголошено 15 березня 2021. 19 березня Матеу Морей отримав травму і був замінений на Єремі Піно.
| №  | Поз. | Гравець           | Дата народження (вік)          | Ігри | Голи | Клуб             |
| -- | ---- | ----------------- | ------------------------------ | ---- | ---- | ---------------- |
| 1  | ВР   | Альваро Фернандес | 13 квітня 1998 (вік 22 роки)   | 5    | 0    | Уеска            |
| 2  | ЗХ   | Піпа              | 26 січня 1998 (вік 23 роки)    | 3    | 0    | Гаддерсфілд Таун |
| 3  | ЗХ   | Адрія Педроса     | 13 травня 1998 (вік 22 роки)   | 7    | 2    | Еспаньйол        |
| 4  | ЗХ   | Уго Гільямон      | 31 січня 2000 (вік 21 рік)     | 4    | 1    | Валенсія         |
| 5  | ЗХ   | Хорхе Куенка      | 17 листопада 1999 (вік 21 рік) | 7    | 0    | Альмерія         |
| 6  | ПЗ   | Мартін Субіменді  | 2 лютого 1999 (вік 22 роки)    | 3    | 0    | Реал Сосьєдад    |
| 7  | ЗХ   | Алехандро Посо    | 19 лютого 1999 (вік 22 роки)   | 8    | 0    | Ейбар            |
| 8  | ПЗ   | Фран Бельтран     | 3 лютого 1999 (вік 22 роки)    | 9    | 0    | Сельта           |
| 9  | НП   | Абель Руїс        | 28 січня 2000 (вік 21 рік)     | 3    | 0    | Брага            |
| 10 | ПЗ   | Гонсало Вільяр    | 23 березня 1998 (вік 23 роки)  | 5    | 0    | Рома             |
| 11 | ПЗ   | Марк Кукурелья    | 22 липня 1998 (вік 22 роки)    | 7    | 1    | Хетафе           |
| 12 | ЗХ   | Хуан Міранда      | 19 січня 2000 (вік 21 рік)     | 3    | 0    | Реал Бетіс       |
| 13 | ВР   | Хосеп Мартінес    | 27 травня 1998 (вік 22 роки)   | 3    | 0    | РБ Лейпциг       |
| 14 | ЗХ   | Оскар Мінгеса     | 13 травня 1999 (вік 21 рік)    | 0    | 0    | Барселона        |
| 15 | ПЗ   | Хон Монкайола     | 13 травня 1998 (вік 22 роки)   | 4    | 1    | Осасуна          |
| 16 | ПЗ   | Ману Гарсія       | 2 січня 1998 (вік 23 роки)     | 5    | 2    | Спортінг (Хіхон) |
| 17 | ПЗ   | Брахім Діас       | 3 серпня 1999 (вік 21 рік)     | 5    | 2    | Мілан            |
| 18 | НП   | Хаві Пуадо        | 25 травня 1998 (вік 22 роки)   | 5    | 0    | Еспаньйол        |
| 19 | НП   | Дані Гомес        | 30 липня 1998 (вік 22 роки)    | 6    | 2    | Леванте          |
| 20 | ПЗ   | Рікард Пуч        | 13 серпня 1999 (вік 21 рік)    | 3    | 0    | Барселона        |
| 21 | НП   | Андер Барренечеа  | 27 грудня 2001 (вік 19 років)  | 2    | 1    | Реал Сосьєдад    |
| 22 | ПЗ   | Єремі Піно        | 20 жовтня 2002 (вік 18 років)  | 0    | 0    | Вільярреал       |
| 23 | ВР   | Алекс Домінгес    | 30 липня 1998 (вік 22 роки)    | 0    | 0    | Лас-Пальмас      |

### Група C

#### Данія
Головний тренер:  Альберт Капельяс
Остаточний склад було оголошено 15 березня 2021.
| №  | Поз. | Гравець                   | Дата народження (вік)         | Ігри | Голи | Клуб             |
| -- | ---- | ------------------------- | ----------------------------- | ---- | ---- | ---------------- |
| 1  | ВР   | Олівер Крістенсен         | 22 березня 1999 (вік 22 роки) | 10   | 0    | Оденсе           |
| 2  | ЗХ   | Мадс Роерслев             | 24 червня 1999 (вік 21 рік)   | 5    | 0    | Брентфорд        |
| 3  | ЗХ   | Андреас Поульсен          | 13 жовтня 1999 (вік 21 рік)   | 14   | 1    | Аустрія (Відень) |
| 4  | ЗХ   | Мадс Бех Серенсен         | 7 січня 1999 (вік 22 роки)    | 6    | 0    | Брентфорд        |
| 5  | ЗХ   | Віктор Нельссон           | 14 жовтня 1998 (вік 22 роки)  | 31   | 1    | Копенгаген       |
| 6  | ПЗ   | Ніколас Нарті             | 22 лютого 2000 (вік 21 рік)   | 10   | 1    | Зандгаузен       |
| 7  | НП   | Ніколай Лаурсен           | 19 лютого 1998 (вік 23 роки)  | 10   | 4    | Еммен            |
| 8  | ПЗ   | Єспер Ліндстрем           | 29 лютого 2000 (вік 21 рік)   | 4    | 2    | Брондбю          |
| 9  | НП   | Ніколай Баден-Фредеріксен | 18 травня 2000 (вік 20 років) | 0    | 0    | Тироль           |
| 10 | НП   | Якоб Бруун Ларсен         | 19 вересня 1998 (вік 22 роки) | 21   | 6    | Андерлехт        |
| 11 | НП   | Андерс Дреєр              | 2 травня 1998 (вік 22 роки)   | 17   | 0    | Мідтьюлланн      |
| 12 | ЗХ   | Себастьян Гауснер         | 11 квітня 2000 (вік 20 років) | 1    | 0    | Орхус            |
| 13 | ЗХ   | Фредерик Алвес            | 8 листопада 1999 (вік 21 рік) | 5    | 0    | Вест Гем Юнайтед |
| 14 | ПЗ   | Мортен Юльманн            | 25 червня 1999 (вік 21 рік)   | 7    | 0    | Лечче            |
| 15 | ЗХ   | Расмус Карстенсен         | 1 січня 2000 (вік 21 рік)     | 4    | 0    | Сількеборг       |
| 16 | ВР   | Петер Віндаль Єнсен       | 16 лютого 1998 (вік 23 роки)  | 4    | 0    | Норшелланн       |
| 17 | НП   | Мохамед Дарамі            | 7 січня 2002 (вік 19 років)   | 3    | 0    | Копенгаген       |
| 18 | ПЗ   | Віктор Єнсен              | 8 лютого 2000 (вік 21 рік)    | 3    | 2    | Норшелланн       |
| 19 | НП   | Густав Ісаксен            | 19 квітня 2001 (вік 19 років) | 4    | 0    | Мідтьюлланн      |
| 20 | ПЗ   | Магнус Кофод Андерсен     | 10 травня 1999 (вік 21 рік)   | 21   | 0    | Норшелланн       |
| 21 | НП   | Карло Гольсе              | 2 червня 1999 (вік 21 рік)    | 14   | 1    | Русенборг        |
| 22 | ВР   | Мадс Германсен            | 11 липня 2000 (вік 20 років)  | 0    | 0    | Брондбю          |
| 23 | НП   | Вахід Фагір               | 29 липня 2003 (вік 17 років)  | 0    | 0    | Вайле            |

#### Франція
Головний тренер: Сільвен Ріполь
Остаточний склад було оголошено 15 березня 2021. 21 березня Уссем Ауар і Мусса Діабі були виключені з заявки через травми і замінені на Армана Лор'єнте і Алексіса Клод-Моріса.
| №  | Поз. | Гравець            | Дата народження (вік)            | Ігри | Голи | Клуб              |
| -- | ---- | ------------------ | -------------------------------- | ---- | ---- | ----------------- |
| 1  | ВР   | Альбан Ляфон       | 23 січня 1999 (вік 22 роки)      | 11   | 0    | Нант              |
| 2  | ЗХ   | П'єр Калулу        | 5 червня 2000 (вік 20 років)     | 0    | 0    | Мілан             |
| 3  | ЗХ   | Веслі Фофана       | 17 грудня 2000 (вік 20 років)    | 2    | 0    | Лестер Сіті       |
| 4  | ПЗ   | Бубакар Камара     | 23 листопада 1999 (вік 21 рік)   | 8    | 0    | Олімпік (Марсель) |
| 5  | ЗХ   | Бенуа Бадьяшиль    | 26 березня 2001 (вік 19 років)   | 4    | 0    | Монако            |
| 6  | ЗХ   | Ібраїма Конате     | 25 травня 1999 (вік 21 рік)      | 11   | 0    | РБ Лейпциг        |
| 7  | ЗХ   | Адріен Трюффер     | 20 січня 2001 (вік 20 років)     | 2    | 0    | Ренн              |
| 8  | НП   | Алексіс Клод-Моріс | 6 червня 1998 (вік 22 роки)      | 0    | 0    | Ніцца             |
| 9  | НП   | Амін Гуїрі         | 16 лютого 2000 (вік 21 рік)      | 8    | 4    | Ніцца             |
| 10 | ПЗ   | Маттео Гендузі     | 14 квітня 1999 (вік 21 рік)      | 17   | 0    | Герта (Берлін)    |
| 11 | НП   | Жонатан Іконе      | 2 травня 1998 (вік 22 роки)      | 14   | 3    | Лілль             |
| 12 | ЗХ   | Жуль Кунде         | 12 листопада 1998 (вік 22 роки)  | 5    | 1    | Севілья           |
| 13 | ЗХ   | Колен Дагба        | 9 вересня 1998 (вік 22 роки)     | 13   | 1    | Парі Сен-Жермен   |
| 14 | ПЗ   | Орельєн Чуамені    | 27 січня 2000 (вік 21 рік)       | 0    | 0    | Монако            |
| 15 | ПЗ   | Ромейн Фавр        | 14 липня 1998 (вік 22 роки)      | 4    | 2    | Брест             |
| 16 | ВР   | Дімітрі Берто      | 6 червня 1998 (вік 22 роки)      | 1    | 0    | Монпельє          |
| 17 | ПЗ   | Едуарду Камавінга  | 10 листопада 2002 (вік 18 років) | 1    | 0    | Ренн              |
| 18 | НП   | Рандал Коло Муані  | 5 грудня 1998 (вік 22 роки)      | 4    | 1    | Нант              |
| 19 | НП   | Арман Лор'єнте     | 4 грудня 1998 (вік 22 роки)      | 0    | 0    | Лор'ян            |
| 20 | ПЗ   | Бубакарі Сумаре    | 27 лютого 1999 (вік 22 роки)     | 10   | 0    | Лілль             |
| 21 | ЗХ   | Фету Мауасса       | 6 червня 1998 (вік 22 роки)      | 3    | 0    | Ренн              |
| 22 | НП   | Одсонн Едуар       | 16 січня 1998 (вік 23 роки)      | 10   | 15   | Селтік            |
| 23 | ВР   | Ілян Мельє         | 2 березня 2000 (вік 21 рік)      | 0    | 0    | Лідс Юнайтед      |

#### Ісландія
Головний тренер: Давід Сноррі Йонассон
Остаточний склад було оголошено 18 березня 2021.
| №  | Поз. | Гравець                     | Дата народження (вік)            | Ігри | Голи | Клуб                |
| -- | ---- | --------------------------- | -------------------------------- | ---- | ---- | ------------------- |
| 1  | ВР   | Еліас-Рафн Олафссон         | 11 березня 2000 (вік 21 рік)     | 4    | 0    | Фредерісія          |
| 2  | ЗХ   | Фіннур Томас Палмасон       | 12 лютого 2001 (вік 20 років)    | 3    | 0    | Норрчепінг          |
| 3  | ЗХ   | Валгейр Лунддал Фрідрікссон | 24 вересня 2001 (вік 19 років)   | 1    | 0    | Геккен              |
| 4  | ЗХ   | Роберт Торкельссон          | 3 квітня 2002 (вік 18 років)     | 3    | 0    | Брєйдаблік          |
| 5  | ЗХ   | Ісак Олафссон               | 30 червня 2000 (вік 20 років)    | 8    | 2    | Сеннер'юск          |
| 6  | ПЗ   | Алекс Тор Хаукссон          | 26 листопада 1999 (вік 21 рік)   | 18   | 1    | Естерс              |
| 7  | ПЗ   | Ісак Бергманн Йоуганнессон  | 23 березня 2003 (вік 18 років)   | 4    | 0    | Норрчепінг          |
| 8  | ПЗ   | Андрі Балдурссон            | 10 січня 2002 (вік 19 років)     | 3    | 0    | Болонья             |
| 9  | ПЗ   | Стефан Тейтур Тордарсон     | 16 жовтня 1998 (вік 22 роки)     | 14   | 1    | Silkeborg           |
| 10 | ПЗ   | Мікаель Андерсон            | 1 липня 1998 (вік 22 роки)       | 13   | 0    | Мідтьюлланн         |
| 11 | ПЗ   | Йон Дагур Торстейнссон      | 26 листопада 1998 (вік 22 роки)  | 21   | 5    | Орхус               |
| 12 | ВР   | Хакон Валдімарссон          | 13 жовтня 2001 (вік 19 років)    | 0    | 0    | Гротта              |
| 13 | ВР   | Патрик Гуннарссон           | 15 листопада 2000 (вік 20 років) | 10   | 0    | Сількебор           |
| 14 | НП   | Брінйолфур Віллюмссон       | 12 серпня 2000 (вік 20 років)    | 12   | 1    | Кристіансунн        |
| 15 | НП   | Валдімар Інгімундарсон      | 28 квітня 1999 (вік 21 рік)      | 8    | 1    | Стремсгодсет        |
| 16 | ЗХ   | Хердур Інгі Гуннарссон      | 14 серпня 1998 (вік 22 роки)     | 15   | 0    | Гапнарф'ярдар       |
| 17 | НП   | Свейдн Арон Гудйонсен       | 12 травня 1998 (вік 22 роки)     | 15   | 6    | Оденсе              |
| 18 | ПЗ   | Віллум Тор Віллюмссон       | 23 жовтня 1998 (вік 22 роки)     | 17   | 3    | БАТЕ                |
| 19 | НП   | Б'яркі Б'яркасон            | 11 травня 2000 (вік 20 років)    | 2    | 0    | Венеція             |
| 20 | ПЗ   | Колбейнн Фіннссон           | 25 серпня 1999 (вік 21 рік)      | 15   | 0    | Боруссія (Дортмунд) |
| 21 | ПЗ   | Торір Гельгасон             | 28 вересня 2000 (вік 20 років)   | 6    | 0    | Гапнарф'ярдар       |
| 22 | ПЗ   | Колбейн Тордарсон           | 12 березня 2000 (вік 21 рік)     | 6    | 0    | Ломмель             |
| 23 | ЗХ   | Арі Лейфссон                | 19 серпня 1998 (вік 22 роки)     | 17   | 1    | Стремсгодсет        |

#### Росія
Головний тренер: Михайло Галактіонов
Остаточний склад було оголошено 15 березня 2021. 20 березня Костянтин Кучаєв отримав травму і був замінений на  Костянтина Тюкавіна.
| №  | Поз. | Гравець                  | Дата народження (вік)         | Ігри | Голи | Клуб                    |
| -- | ---- | ------------------------ | ----------------------------- | ---- | ---- | ----------------------- |
| 1  | ВР   | Іван Ломаєв              | 21 січня 1999 (вік 22 роки)   | 1    | 0    | Крила Рад (Самара)      |
| 2  | ЗХ   | Тікнізян Наїр Оганесович | 12 травня 1999 (вік 21 рік)   | 4    | 0    | ЦСКА (Москва)           |
| 3  | ЗХ   | Ігор Дівєєв              | 27 вересня 1999 (вік 21 рік)  | 10   | 3    | ЦСКА (Москва)           |
| 4  | ЗХ   | Роман Євгеньєв           | 23 лютого 1999 (вік 22 роки)  | 12   | 1    | Динамо (Москва)         |
| 5  | ЗХ   | Данило Круговой          | 28 травня 1998 (вік 22 роки)  | 6    | 1    | Зеніт (Санкт-Петербург) |
| 6  | ЗХ   | Артем Голубєв            | 21 січня 1999 (вік 22 роки)   | 9    | 0    | Уфа                     |
| 7  | ПЗ   | Олександр Ломовицький    | 27 січня 1998 (вік 23 роки)   | 14   | 2    | Арсенал (Тула)          |
| 8  | НП   | Костянтин Тюкавін        | 22 червня 2002 (вік 18 років) | 0    | 0    | Динамо (Москва)         |
| 9  | НП   | Федір Чалов              | 10 квітня 1998 (вік 22 роки)  | 20   | 10   | ЦСКА (Москва)           |
| 10 | ПЗ   | Іван Обляков             | 5 липня 1998 (вік 22 роки)    | 27   | 6    | ЦСКА (Москва)           |
| 11 | ПЗ   | Магомед-Шапі Сулейманов  | 16 грудня 1999 (вік 21 рік)   | 10   | 3    | Краснодар               |
| 12 | ВР   | Олександр Максименко     | 19 березня 1998 (вік 23 роки) | 10   | 0    | Спартак (Москва)        |
| 13 | НП   | Денис Макаров            | 18 лютого 1998 (вік 23 роки)  | 3    | 0    | Рубін (Казань)          |
| 14 | ЗХ   | Павло Маслов             | 14 квітня 2000 (вік 20 років) | 5    | 0    | Спартак (Москва)        |
| 15 | ПЗ   | Данило Куліков           | 24 червня 1998 (вік 22 роки)  | 2    | 0    | Локомотив (Москва)      |
| 16 | ЗХ   | Микита Калугін           | 12 березня 1998 (вік 23 роки) | 10   | 1    | Нафтохімік              |
| 17 | НП   | В'ячеслав Грульов        | 23 березня 1999 (вік 22 роки) | 11   | 3    | Динамо (Москва)         |
| 18 | ПЗ   | Данило Уткін             | 12 жовтня 1999 (вік 21 рік)   | 10   | 1    | Краснодар               |
| 19 | ПЗ   | Даниїл Лісовий           | 12 січня 1998 (вік 23 роки)   | 7    | 1    | Динамо (Москва)         |
| 20 | ПЗ   | Наїль Умяров             | 27 червня 2000 (вік 20 років) | 8    | 1    | Спартак (Москва)        |
| 21 | ПЗ   | Данило Глєбов            | 3 листопада 1999 (вік 21 рік) | 12   | 2    | Ростов                  |
| 22 | ПЗ   | Арсен Захарян            | 26 травня 2003 (вік 17 років) | 0    | 0    | Динамо (Москва)         |
| 23 | ВР   | Денис Адамов             | 20 лютого 1998 (вік 23 роки)  | 0    | 0    | Сочі                    |

### Група D

#### Хорватія
Головний тренер: Ігор Біщан
Остаточний склад було оголошено 9 березня 2021. 18 березня Йошко Гвардіол був виключений з заявки через травму і замінений на Давіда Чоліну. 21 березня Лука Сучич був виключений з заявки через травму і замінений на Матея Вука. 22 березня Борна Соса був виключений з заявки через травму і замінений на Хрвоє Бабеца.
| №  | Поз. | Гравець            | Дата народження (вік)            | Ігри | Голи | Клуб                        |
| -- | ---- | ------------------ | -------------------------------- | ---- | ---- | --------------------------- |
| 1  | ВР   | Адріан Шемпер      | 12 січня 1998 (вік 23 роки)      | 11   | 0    | К'єво                       |
| 2  | ЗХ   | Марин Шверко       | 4 лютого 1998 (вік 23 роки)      | 8    | 1    | Саарбрюкен                  |
| 3  | ПЗ   | Хрвоє Бабец        | 28 липня 1999 (вік 21 рік)       | 0    | 0    | Гориця (Велика Гориця)      |
| 4  | ЗХ   | Давід Чоліна       | 19 липня 2000 (вік 20 років)     | 4    | 0    | Хайдук (Спліт)              |
| 5  | ЗХ   | Мартін Ерлич       | 24 січня 1998 (вік 23 роки)      | 4    | 0    | Спеція                      |
| 6  | ПЗ   | Дарко Неяшмич      | 25 січня 1999 (вік 22 роки)      | 8    | 2    | Хайдук (Спліт)              |
| 7  | ПЗ   | Лука Іванушець     | 26 листопада 1998 (вік 22 роки)  | 24   | 8    | Динамо (Загреб)             |
| 8  | ПЗ   | Никола Моро        | 12 березня 1998 (вік 23 роки)    | 20   | 5    | Динамо (Москва)             |
| 9  | НП   | Сандро Куленович   | 4 грудня 1999 (вік 21 рік)       | 13   | 6    | Рієка                       |
| 10 | ПЗ   | Ловро Маєр         | 17 січня 1998 (вік 23 роки)      | 16   | 5    | Динамо (Загреб)             |
| 11 | ЗХ   | Домагой Брадарич   | 10 грудня 1999 (вік 21 рік)      | 10   | 0    | Лілль                       |
| 12 | ВР   | Домінік Котарський | 10 лютого 2000 (вік 21 рік)      | 2    | 0    | Аякс (Амстердам)            |
| 13 | ПЗ   | Міхаель Жапер      | 11 серпня 1998 (вік 22 роки)     | 5    | 0    | Осієк                       |
| 14 | НП   | Даріо Візінгер     | 6 червня 1998 (вік 22 роки)      | 3    | 1    | Вольфсбергер                |
| 15 | ЗХ   | Крешимир Кризманич | 3 липня 2000 (вік 20 років)      | 2    | 0    | Гориця (Велика Гориця)      |
| 16 | ПЗ   | Бартол Франьїч     | 14 січня 2000 (вік 21 рік)       | 1    | 0    | Динамо (Загреб)             |
| 17 | ПЗ   | Кристиян Бистрович | 9 квітня 1998 (вік 22 роки)      | 14   | 4    | Касимпаша                   |
| 18 | НП   | Марко Дивкович     | 30 червня 1999 (вік 21 рік)      | 1    | 0    | ДАК 1904 (Дунайська Стреда) |
| 19 | НП   | Матей Вук          | 10 червня 2000 (вік 20 років)    | 1    | 0    | Істра 1961                  |
| 20 | НП   | Петар Муса         | 4 березня 1998 (вік 23 роки)     | 8    | 4    | Уніон (Берлін)              |
| 21 | НП   | Даріо Шпикич       | 22 березня 1999 (вік 22 роки)    | 6    | 2    | Гориця (Велика Гориця)      |
| 22 | ЗХ   | Маріо Вушкович     | 16 листопада 2001 (вік 19 років) | 2    | 0    | Хайдук (Спліт)              |
| 23 | ВР   | Іван Невистич      | 31 липня 1998 (вік 22 роки)      | 1    | 0    | Рієка                       |

#### Англія
Головний тренер: Ейді Бутройд
Остаточний склад було оголошено 15 березня 2021. 23 березня Тодд Кантвелл замінив травмованого Мейсона Грінвуда.
| №  | Поз. | Гравець            | Дата народження (вік)           | Ігри | Голи | Клуб                 |
| -- | ---- | ------------------ | ------------------------------- | ---- | ---- | -------------------- |
| 1  | ВР   | Аарон Рамсдейл     | 14 травня 1998 (вік 22 роки)    | 9    | 0    | Шеффілд Юнайтед      |
| 2  | ЗХ   | Макс Ааронс        | 4 січня 2000 (вік 21 рік)       | 7    | 0    | Норвіч Сіті          |
| 3  | ЗХ   | Ллойд Келлі        | 6 жовтня 1998 (вік 22 роки)     | 7    | 0    | Борнмут              |
| 4  | ЗХ   | Бен Годфрі         | 15 січня 1998 (вік 23 роки)     | 5    | 1    | Евертон              |
| 5  | ЗХ   | Марк Геї           | 13 липня 2000 (вік 20 років)    | 8    | 0    | Суонсі Сіті          |
| 6  | ПЗ   | Том Девіс          | 30 червня 1998 (вік 22 роки)    | 19   | 1    | Евертон              |
| 7  | НП   | Тодд Кантвелл      | 27 лютого 1998 (вік 23 роки)    | 3    | 0    | Норвіч Сіті          |
| 8  | ПЗ   | Коннор Галлахер    | 6 лютого 2000 (вік 21 рік)      | 5    | 1    | Вест-Бромвіч Альбіон |
| 9  | НП   | Едді Нкетіа        | 30 травня 1999 (вік 21 рік)     | 10   | 12   | Арсенал (Лондон)     |
| 10 | НП   | Каллум Гадсон-Одой | 7 листопада 2000 (вік 20 років) | 4    | 2    | Челсі                |
| 11 | ЗХ   | Раян Сессеньйон    | 18 травня 2000 (вік 20 років)   | 16   | 1    | Гоффенгайм 1899      |
| 12 | ЗХ   | Бен Вілмот         | 4 листопада 1999 (вік 21 рік)   | 1    | 0    | Вотфорд              |
| 13 | ВР   | Джозеф Берсік      | 12 липня 2000 (вік 20 років)    | 1    | 0    | Сток Сіті            |
| 14 | ЗХ   | Стівен Сессеньйон  | 18 травня 2000 (вік 20 років)   | 3    | 0    | Бристоль Сіті        |
| 15 | ЗХ   | Джафет Танганга    | 31 березня 1999 (вік 21 рік)    | 0    | 0    | Тоттенгем Готспур    |
| 16 | ПЗ   | Олівер Скіпп       | 16 вересня 2000 (вік 20 років)  | 5    | 0    | Тоттенгем Готспур    |
| 17 | ПЗ   | Кертіс Джонс       | 31 січня 2001 (вік 20 років)    | 3    | 1    | Ліверпуль            |
| 18 | ПЗ   | Еміл Сміт-Роу      | 28 липня 2000 (вік 20 років)    | 0    | 0    | Арсенал (Лондон)     |
| 19 | НП   | Ріан Брюстер       | 1 квітня 2000 (вік 20 років)    | 8    | 0    | Шеффілд Юнайтед      |
| 20 | ПЗ   | Еберечі Езе        | 29 червня 1998 (вік 22 роки)    | 2    | 0    | Крістал Пелес        |
| 21 | ПЗ   | Двайт Макніл       | 22 листопада 1999 (вік 21 рік)  | 3    | 0    | Бернлі               |
| 22 | ВР   | Джош Гріффітс      | 5 вересня 2001 (вік 19 років)   | 0    | 0    | Челтнем Таун         |
| 23 | ПЗ   | Ноні Мадуеке       | 10 березня 2002 (вік 19 років)  | 0    | 0    | ПСВ                  |

#### Португалія
Головний тренер: Руй Жорже
Остаточний склад було оголошено 15 березня 2021. 19 березня 2021 року Рафаел Леан і Жота булт вилучені з заявки через травми та замінені на Гонсалу Рамуша і Жуана Маріу.
| №  | Поз. | Гравець                | Дата народження (вік)         | Ігри | Голи | Клуб                    |
| -- | ---- | ---------------------- | ----------------------------- | ---- | ---- | ----------------------- |
| 1  | ВР   | Діогу Кошта            | 19 вересня 1999 (вік 21 рік)  | 10   | 0    | Порту                   |
| 2  | ЗХ   | Тьєррі Коррейя         | 9 березня 1999 (вік 22 роки)  | 7    | 0    | Валенсія                |
| 3  | ЗХ   | Diogo Leite            | 23 січня 1999 (вік 22 роки)   | 16   | 2    | Порту                   |
| 4  | ЗХ   | Діогу Кейрош (captain) | 5 січня 1999 (вік 22 роки)    | 10   | 3    | Фамалікан               |
| 5  | ЗХ   | Діогу Дало             | 15 березня 1999 (вік 22 роки) | 9    | 0    | Мілан                   |
| 6  | ПЗ   | Флорентіну Луїш        | 19 серпня 1999 (вік 21 рік)   | 7    | 0    | Монако                  |
| 7  | ПЗ   | Вітінья                | 13 лютого 2000 (вік 21 рік)   | 11   | 0    | Вулвергемптон Вондерерз |
| 8  | ПЗ   | Жедсон Фернандеш       | 9 січня 1999 (вік 22 роки)    | 11   | 1    | Галатасарай             |
| 9  | НП   | Гонсалу Рамуш          | 20 червня 2001 (вік 19 років) | 3    | 1    | Бенфіка                 |
| 10 | ПЗ   | Даніел Браганса        | 27 травня 1999 (вік 21 рік)   | 7    | 0    | Спортінг (Лісабон)      |
| 11 | НП   | Дані Мота              | 2 травня 1998 (вік 22 роки)   | 11   | 4    | Монца                   |
| 12 | ВР   | Луїш Машиміану         | 5 січня 1999 (вік 22 роки)    | 2    | 0    | Спортінг (Лісабон)      |
| 13 | ЗХ   | Томаш Тавареш          | 7 березня 2001 (вік 20 років) | 5    | 0    | Фаренсе                 |
| 14 | ЗХ   | Педру Перейра          | 22 січня 1998 (вік 23 роки)   | 4    | 0    | Кротоне                 |
| 15 | ЗХ   | Тьягу Джало            | 9 квітня 2000 (вік 20 років)  | 3    | 0    | Лілль                   |
| 16 | ПЗ   | Філіпе Соаріш          | 20 травня 1999 (вік 21 рік)   | 1    | 0    | Морейренсі              |
| 17 | НП   | Франсішку Трінкан      | 29 грудня 1999 (вік 21 рік)   | 5    | 1    | Барселона               |
| 18 | ПЗ   | Педру Гонсалвеш        | 28 червня 1998 (вік 22 роки)  | 5    | 2    | Спортінг (Лісабон)      |
| 19 | НП   | Тьягу Томаш            | 16 червня 2002 (вік 18 років) | 0    | 0    | Спортінг (Лісабон)      |
| 20 | НП   | Жуан Маріу             | 3 січня 2000 (вік 21 рік)     | 3    | 1    | Порту                   |
| 21 | НП   | Франсішку Консейсан    | 14 грудня 2002 (вік 18 років) | 0    | 0    | Порту                   |
| 22 | ВР   | Жуан Віржинія          | 10 жовтня 1999 (вік 21 рік)   | 2    | 0    | Евертон                 |
| 23 | ПЗ   | Фабіу Вієйра           | 30 травня 2000 (вік 20 років) | 7    | 5    | Порту                   |

#### Швейцарія
Головний тренер: Мауро Лустрінеллі
Остаточний склад було оголошено 15 березня 2021. 20 березня Ноа Окафор був виключений з заявки через травму і замінений на Кевіна Рюгга.
| №  | Поз. | Гравець             | Дата народження (вік)         | Ігри | Голи | Клуб                     |
| -- | ---- | ------------------- | ----------------------------- | ---- | ---- | ------------------------ |
| 1  | ВР   | Філіпп Кен          | 2 квітня 1998 (вік 22 роки)   | 4    | 0    | Віль                     |
| 2  | ЗХ   | Яспер ван дер Верфф | 9 грудня 1998 (вік 22 роки)   | 7    | 0    | Базель                   |
| 3  | ЗХ   | Сільван Сідле       | 7 липня 1998 (вік 22 роки)    | 13   | 1    | Люцерн                   |
| 4  | ЗХ   | Ян Бамерт           | 9 березня 1998 (вік 23 роки)  | 13   | 1    | Сьйон                    |
| 5  | ЗХ   | Седрік Цезігер      | 24 червня 1998 (вік 22 роки)  | 15   | 0    | Янг Бойз                 |
| 6  | ПЗ   | Тоні Домгені        | 4 вересня 1998 (вік 22 роки)  | 15   | 0    | Цюрих                    |
| 7  | ЗХ   | Кевін Рюгг          | 5 серпня 1998 (вік 22 роки)   | 14   | 0    | Верона                   |
| 8  | ПЗ   | Бастьєн Тома        | 24 червня 1999 (вік 21 рік)   | 15   | 2    | Генк                     |
| 9  | НП   | Жеремі Гільємено    | 6 січня 1998 (вік 23 роки)    | 14   | 4    | Санкт-Галлен             |
| 10 | ПЗ   | Петар Пушич         | 25 січня 1999 (вік 22 роки)   | 15   | 2    | Грассгоппер              |
| 11 | НП   | Анді Зечірі         | 22 червня 1999 (вік 21 рік)   | 13   | 11   | Брайтон енд Гоув Альбіон |
| 12 | ВР   | Тимоті Фаюлу        | 24 липня 1999 (вік 21 рік)    | 0    | 0    | Сьйон                    |
| 13 | ПЗ   | Фабіан Рідер        | 16 лютого 2002 (вік 19 років) | 0    | 0    | Янг Бойз                 |
| 14 | НП   | Дан Ндоє            | 25 жовтня 2000 (вік 20 років) | 9    | 4    | Ніцца                    |
| 15 | ЗХ   | Леонідас Стергіу    | 3 березня 2002 (вік 19 років) | 1    | 0    | Санкт-Галлен             |
| 16 | ПЗ   | Сімон Зом           | 11 квітня 2001 (вік 19 років) | 2    | 0    | Парма                    |
| 17 | ПЗ   | Кастріот Імері      | 27 червня 2000 (вік 20 років) | 6    | 1    | Серветт                  |
| 18 | НП   | Філіп Стоїлкович    | 4 січня 2000 (вік 21 рік)     | 7    | 2    | Аарау                    |
| 19 | НП   | Фелікс Мамбімбі     | 18 січня 2001 (вік 20 років)  | 4    | 0    | Янг Бойз                 |
| 20 | ЗХ   | Міро Мугайм         | 24 березня 1998 (вік 23 роки) | 3    | 0    | Санкт-Галлен             |
| 21 | ВР   | Антоні Рачоппі      | 31 грудня 1998 (вік 22 роки)  | 10   | 0    | Діжон                    |
| 22 | ПЗ   | Алекс Янкевіц       | 25 грудня 2001 (вік 19 років) | 6    | 0    | Саутгемптон              |
| 23 | ЗХ   | Джордан Лотомба     | 29 вересня 1998 (вік 22 роки) | 11   | 1    | Ніцца                    |

## Плей-оф
Вік футболістів, клуб а також кількість матчів і голів за збірну вказані станом на день початку групового етапу чемпіонату (31 травня 2021).

### Хорватія
Головний тренер: Ігор Біщан
Остаточний склад було оголошено 17 травня 2021. 25 травня Лука Сучич, Даріо Візінгер і Міхаель Жапер були виключені з заявки і їх замінили Невен Джурасек, Сандро Куленович і Матей Вук.
| №  | Поз. | Гравець            | Дата народження (вік)            | Ігри | Голи | Клуб                   |
| -- | ---- | ------------------ | -------------------------------- | ---- | ---- | ---------------------- |
| 1  | ВР   | Адріан Шемпер      | 12 січня 1998 (вік 23 роки)      | 12   | 0    | К'єво                  |
| 2  | ЗХ   | Марин Шверко       | 4 лютого 1998 (вік 23 роки)      | 11   | 1    | Саарбрюкен             |
| 3  | ЗХ   | Давід Чоліна       | 19 липня 2000 (вік 20 років)     | 6    | 0    | Хайдук (Спліт)         |
| 4  | ЗХ   | Бошко Шутало       | 1 січня 2000 (вік 21 рік)        | 10   | 1    | Аталанта               |
| 5  | ЗХ   | Мартін Ерлич       | 24 січня 1998 (вік 23 роки)      | 6    | 0    | Спеція                 |
| 6  | ЗХ   | Йошко Гвардіол     | 23 січня 2002 (вік 19 років)     | 5    | 1    | Динамо (Загреб)        |
| 7  | ПЗ   | Лука Іванушець     | 26 листопада 1998 (вік 22 роки)  | 27   | 9    | Динамо (Загреб)        |
| 8  | ПЗ   | Никола Моро        | 12 березня 1998 (вік 23 роки)    | 23   | 6    | Динамо (Москва)        |
| 9  | НП   | Сандро Куленович   | 4 грудня 1999 (вік 21 рік)       | 15   | 6    | Рієка                  |
| 10 | ПЗ   | Ловро Маєр         | 17 січня 1998 (вік 23 роки)      | 18   | 5    | Динамо (Загреб)        |
| 11 | ЗХ   | Домагой Брадарич   | 10 грудня 1999 (вік 21 рік)      | 13   | 1    | Лілль                  |
| 12 | ВР   | Івор Пандур        | 25 березня 2000 (вік 21 рік)     | 0    | 0    | Верона                 |
| 13 | ПЗ   | Невен Джурасек     | 15 серпня 1998 (вік 22 роки)     | 4    | 1    | Вараждин               |
| 14 | ПЗ   | Хрвоє Бабец        | 28 липня 1999 (вік 21 рік)       | 3    | 0    | Гориця (Велика Гориця) |
| 15 | ЗХ   | Крешимир Кризманич | 3 липня 2000 (вік 20 років)      | 3    | 0    | Гориця (Велика Гориця) |
| 16 | ЗХ   | Bartol Franjić     | 14 січня 2000 (вік 21 рік)       | 4    | 0    | Динамо (Загреб)        |
| 17 | ПЗ   | Кристиян Бистрович | 9 квітня 1998 (вік 23 роки)      | 17   | 4    | Касимпаша              |
| 18 | НП   | Стіпе Біук         | 26 грудня 2002 (вік 18 років)    | 0    | 0    | Хайдук (Спліт)         |
| 19 | НП   | Матей Вук          | 10 червня 2000 (вік 20 років)    | 1    | 0    | Істра 1961             |
| 20 | НП   | Петар Муса         | 4 березня 1998 (вік 23 роки)     | 10   | 4    | Уніон (Берлін)         |
| 21 | НП   | Даріо Шпикич       | 22 березня 1999 (вік 22 роки)    | 9    | 2    | Гориця (Велика Гориця) |
| 22 | ЗХ   | Маріо Вушкович     | 16 листопада 2001 (вік 19 років) | 5    | 0    | Хайдук (Спліт)         |
| 23 | ВР   | Іван Невистич      | 31 липня 1998 (вік 22 роки)      | 1    | 0    | Рієка                  |

### Данія
Головний тренер: Альберт Капельяс
Остаточний склад було оголошено 21 травня 2021. 28 травня Мадс Бех Серенсен був виключений з заявки через травму і його замінив Сімон Гравес Єнсен.
| №  | Поз. | Гравець                   | Дата народження (вік)         | Ігри | Голи | Клуб             |
| -- | ---- | ------------------------- | ----------------------------- | ---- | ---- | ---------------- |
| 1  | ВР   | Олівер Крістенсен         | 22 березня 1999 (вік 22 роки) | 13   | 0    | Оденсе           |
| 2  | ЗХ   | Мадс Роерслев             | 24 червня 1999 (вік 21 рік)   | 6    | 0    | Брентфорд        |
| 3  | ЗХ   | Андреас Поульсен          | 13 жовтня 1999 (вік 21 рік)   | 16   | 1    | Аустрія (Відень) |
| 4  | ЗХ   | Сімон Гравес Єнсен        | 22 травня 1999 (вік 22 роки)  | 0    | 0    | Раннерс          |
| 5  | ЗХ   | Віктор Нельссон           | 14 жовтня 1998 (вік 22 роки)  | 33   | 1    | Копенгаген       |
| 6  | ПЗ   | Ніколас Нарті             | 22 лютого 2000 (вік 21 рік)   | 12   | 1    | Зандгаузен       |
| 7  | НП   | Ніколай Лаурсен           | 19 лютого 1998 (вік 23 роки)  | 10   | 5    | Еммен            |
| 8  | ПЗ   | Єспер Ліндстрем           | 29 лютого 2000 (вік 21 рік)   | 6    | 2    | Брондбю          |
| 9  | НП   | Ніколай Баден-Фредеріксен | 18 травня 2000 (вік 21 рік)   | 2    | 0    | Тироль           |
| 10 | НП   | Якоб Бруун Ларсен         | 19 вересня 1998 (вік 22 роки) | 27   | 7    | Андерлехт        |
| 11 | НП   | Андерс Дреєр              | 2 травня 1998 (вік 23 роки)   | 19   | 2    | Мідтьюлланн      |
| 12 | ЗХ   | Себастьян Гауснер         | 11 квітня 2000 (вік 21 рік)   | 2    | 0    | Орхус            |
| 13 | ЗХ   | Фредерик Алвес            | 8 листопада 1999 (вік 21 рік) | 6    | 0    | Вест Гем Юнайтед |
| 14 | ПЗ   | Мортен Юльманн            | 25 червня 1999 (вік 21 рік)   | 9    | 0    | Лечче            |
| 15 | ЗХ   | Расмус Карстенсен         | 1 січня 2000 (вік 21 рік)     | 6    | 0    | Сількеборг       |
| 16 | ВР   | Петер Віндаль Єнсен       | 16 лютого 1998 (вік 23 роки)  | 3    | 0    | Норшелланн       |
| 17 | НП   | Мохамед Дарамі            | 7 січня 2002 (вік 19 років)   | 5    | 0    | Копенгаген       |
| 18 | ЗХ   | Віктор Крістіансен        | 16 грудня 2002 (вік 18 років) | 0    | 0    | Копенгаген       |
| 19 | НП   | Густав Ісаксен            | 19 квітня 2001 (вік 20 років) | 7    | 1    | Мідтьюлланн      |
| 20 | ПЗ   | Магнус Кофод Андерсен     | 10 травня 1999 (вік 22 роки)  | 23   | 0    | Норшелланн       |
| 21 | НП   | Карло Гольсе              | 2 червня 1999 (вік 21 рік)    | 16   | 2    | Русенборг        |
| 22 | ВР   | Мадс Германсен            | 11 липня 2000 (вік 20 років)  | 0    | 0    | Брондбю          |
| 23 | НП   | Вахід Фагір               | 29 липня 2003 (вік 17 років)  | 1    | 0    | Вайле            |

### Франція
Головний тренер: Сільвен Ріполь
Остаточний склад було оголошено 20 травня 2021. 24 травня Рандал Коло Муані і Альбан Ляфон були виключені з заявки через зобов'язання перед клубами, а Веслі Фофана отримав травму, через що їх замінили Аксель Дісасі, Етьєн Грін і Арно Калімуендо. 26 травня Адріен Трюффер отримав травму і його замінив Ніколя Козза.
| №  | Поз. | Гравець           | Дата народження (вік)            | Ігри | Голи | Клуб            |
| -- | ---- | ----------------- | -------------------------------- | ---- | ---- | --------------- |
| 1  | ВР   | Етьєн Грін        | 19 липня 2000 (вік 20 років)     | 0    | 0    | Сент-Етьєн      |
| 2  | ЗХ   | П'єр Калулу       | 5 червня 2000 (вік 20 років)     | 0    | 0    | Мілан           |
| 3  | ЗХ   | Аксель Дісасі     | 11 березня 1998 (вік 23 роки)    | 0    | 0    | Монако          |
| 4  | ЗХ   | Дайо Упамекано    | 27 жовтня 1998 (вік 22 роки)     | 15   | 0    | РБ Лейпциг      |
| 5  | ЗХ   | Бенуа Бадьяшиль   | 26 березня 2001 (вік 20 років)   | 6    | 0    | Монако          |
| 6  | ЗХ   | Ібраїма Конате    | 25 травня 1999 (вік 22 роки)     | 12   | 0    | РБ Лейпциг      |
| 7  | ЗХ   | Ніколя Козза      | 8 січня 1999 (вік 22 роки)       | 6    | 0    | Монпельє        |
| 8  | ПЗ   | Уссем Ауар        | 30 червня 1998 (вік 22 роки)     | 16   | 4    | Ліон            |
| 9  | НП   | Амін Гуїрі        | 16 лютого 2000 (вік 21 рік)      | 11   | 4    | Ніцца           |
| 10 | ПЗ   | Максенс Какере    | 15 лютого 2000 (вік 21 рік)      | 4    | 0    | Ліон            |
| 11 | НП   | Жонатан Іконе     | 2 травня 1998 (вік 23 роки)      | 17   | 4    | Лілль           |
| 12 | ПЗ   | Юссуф Фофана      | 10 січня 1999 (вік 22 роки)      | 1    | 0    | Монако          |
| 13 | ЗХ   | Колен Дагба       | 9 вересня 1998 (вік 22 роки)     | 15   | 1    | Парі Сен-Жермен |
| 14 | ПЗ   | Орельєн Чуамені   | 27 січня 2000 (вік 21 рік)       | 3    | 0    | Монако          |
| 15 | ПЗ   | Ромейн Фавр       | 14 липня 1998 (вік 22 роки)      | 7    | 2    | Брест           |
| 16 | ВР   | Дімітрі Берто     | 6 червня 1998 (вік 22 роки)      | 1    | 0    | Монпельє        |
| 17 | ПЗ   | Едуарду Камавінга | 10 листопада 2002 (вік 18 років) | 4    | 0    | Ренн            |
| 18 | НП   | Арно Калімуендо   | 20 січня 2002 (вік 19 років)     | 1    | 0    | Ланс            |
| 19 | НП   | Мусса Діабі       | 7 липня 1999 (вік 21 рік)        | 11   | 0    | Баєр 04         |
| 20 | ПЗ   | Бубакарі Сумаре   | 27 лютого 1999 (вік 22 роки)     | 13   | 0    | Лілль           |
| 21 | ЗХ   | Фету Мауасса      | 6 липня 1998 (вік 22 роки)       | 5    | 0    | Ренн            |
| 22 | НП   | Одсонн Едуар      | 16 січня 1998 (вік 23 роки)      | 13   | 17   | Селтік          |
| 23 | ВР   | Ілян Мельє        | 2 березня 2000 (вік 21 рік)      | 0    | 0    | Лідс Юнайтед    |

### Німеччина
Головний тренер: Штефан Кунц
Остаточний склад було оголошено 24 травня 2021. 25 травня Максім Ляйч отримав травму і його замінив Ларс Лукас Май. 30 травня Янні Серра  отримав травму і його замінив Сінта Аппелькамп.
| №  | Поз. | Гравець             | Дата народження (вік)            | Ігри | Голи | Клуб                          |
| -- | ---- | ------------------- | -------------------------------- | ---- | ---- | ----------------------------- |
| 1  | ВР   | Маркус Шуберт       | 12 червня 1998 (вік 22 роки)     | 6    | 0    | Айнтрахт (Франкфурт-на-Майні) |
| 2  | ЗХ   | Йоша Вагноман       | 12 листопада 2000 (вік 20 років) | 7    | 0    | Гамбург                       |
| 3  | ЗХ   | Давід Раум          | 22 квітня 1998 (вік 23 роки)     | 5    | 0    | Гройтер Фюрт                  |
| 4  | ЗХ   | Ніко Шлоттербек     | 1 грудня 1999 (вік 21 рік)       | 10   | 3    | Уніон (Берлін)                |
| 5  | ЗХ   | Амос Піпер          | 17 січня 1998 (вік 23 роки)      | 7    | 0    | Армінія (Білефельд)           |
| 6  | ПЗ   | Ніклас Дорш         | 15 січня 1998 (вік 23 роки)      | 11   | 1    | Гент                          |
| 7  | ПЗ   | Флоріан Віртц       | 3 травня 2003 (вік 18 років)     | 3    | 0    | Баєр 04                       |
| 8  | ПЗ   | Арне Маєр (капітан) | 8 січня 1999 (вік 22 роки)       | 15   | 1    | Герта (Берлін)                |
| 9  | НП   | Йонатан Буркардт    | 11 липня 2000 (вік 20 років)     | 8    | 2    | Майнц 05                      |
| 10 | НП   | Лукас Нмеча         | 14 грудня 1998 (вік 22 роки)     | 17   | 10   | Андерлехт                     |
| 11 | НП   | Мергім Беріша       | 11 травня 1998 (вік 23 роки)     | 10   | 1    | Ред Булл (Зальцбург)          |
| 12 | ВР   | Фінн Дамен          | 27 березня 1998 (вік 23 роки)    | 5    | 0    | Майнц 05                      |
| 13 | ПЗ   | Саліх Озджан        | 11 січня 1998 (вік 23 роки)      | 13   | 1    | Кельн                         |
| 14 | ЗХ   | Пауль Якель         | 22 липня 1998 (вік 22 роки)      | 1    | 0    | Гройтер Фюрт                  |
| 15 | ЗХ   | Ісмаїл Якобс        | 17 серпня 1999 (вік 21 рік)      | 7    | 0    | Кельн                         |
| 16 | НП   | Сінта Аппелькамп    | 1 листопада 2000 (вік 20 років)  | 0    | 0    | Фортуна (Дюссельдорф)         |
| 17 | ПЗ   | Антон Штах          | 15 листопада 1998 (вік 22 роки)  | 2    | 0    | Гройтер Фюрт                  |
| 18 | ЗХ   | Карім Адеємі        | 18 січня 2002 (вік 19 років)     | 0    | 0    | Ред Булл (Зальцбург)          |
| 19 | ЗХ   | Ларс Лукас Май      | 31 березня 2000 (вік 21 рік)     | 4    | 0    | Дармштадт 98                  |
| 20 | ПЗ   | Віталі Янельт       | 10 травня 1998 (вік 23 роки)     | 8    | 0    | Брентфорд                     |
| 21 | ЗХ   | Рідле Баку          | 8 квітня 1998 (вік 23 роки)      | 11   | 2    | Вольфсбург                    |
| 22 | ПЗ   | Матео Клімович      | 6 липня 2000 (вік 20 років)      | 3    | 0    | Штутгарт                      |
| 23 | ВР   | Леннарт Грілль      | 12 червня 1998 (вік 22 роки)     | 7    | 0    | Баєр 04                       |

### Італія
Головний тренер: Паоло Ніколато
Остаточний склад було оголошено 24 травня 2021.
| №  | Поз. | Гравець             | Дата народження (вік)          | Ігри | Голи | Клуб           |
| -- | ---- | ------------------- | ------------------------------ | ---- | ---- | -------------- |
| 1  | ВР   | Алессандро Пліццарі | 12 березня 2000 (вік 21 рік)   | 2    | 0    | Реджина        |
| 2  | ЗХ   | Рауль Белланова     | 17 травня 2000 (вік 21 рік)    | 6    | 0    | Пескара        |
| 3  | ЗХ   | П’єтро Беруатто     | 21 грудня 1998 (вік 22 роки)   | 0    | 0    | Віченца        |
| 4  | ПЗ   | Самуеле Річчі       | 21 серпня 2001 (вік 19 років)  | 3    | 0    | Емполі         |
| 5  | ЗХ   | Алессандро Вольякко | 14 вересня 1998 (вік 22 роки)  | 3    | 0    | Порденоне      |
| 6  | ЗХ   | Маттео Ловато       | 14 лютого 2000 (вік 21 рік)    | 3    | 0    | Верона         |
| 7  | ПЗ   | Давіде Фраттезі     | 22 вересня 1999 (вік 21 рік)   | 9    | 2    | Монца          |
| 8  | ПЗ   | Юссеф Малех         | 22 серпня 1998 (вік 22 роки)   | 5    | 1    | Венеція        |
| 9  | НП   | Андреа Пінамонті    | 19 травня 1999 (вік 22 роки)   | 9    | 2    | Інтернаціонале |
| 10 | НП   | Патрік Кутроне      | 3 січня 1998 (вік 23 роки)     | 24   | 10   | Валенсія       |
| 11 | НП   | Джанлука Скамакка   | 1 січня 1999 (вік 22 роки)     | 14   | 8    | Дженоа         |
| 12 | ВР   | Марко Карнесеккі    | 1 липня 2000 (вік 20 років)    | 11   | 0    | Кремонезе      |
| 13 | ЗХ   | Лука Раньєрі        | 23 квітня 1999 (вік 22 роки)   | 7    | 0    | СПАЛ           |
| 14 | ПЗ   | Ніколо Ровелла      | 4 грудня 2001 (вік 19 років)   | 4    | 0    | Дженоа         |
| 15 | ЗХ   | Енріко Дель Прато   | 10 листопада 1999 (вік 21 рік) | 11   | 1    | Реджина        |
| 16 | ЗХ   | Лоренцо Пірола      | 20 лютого 2002 (вік 19 років)  | 2    | 0    | Монца          |
| 17 | ЗХ   | Габріеле Дзаппа     | 22 грудня 1999 (вік 21 рік)    | 3    | 0    | Кальярі        |
| 18 | ПЗ   | Томмазо Побега      | 15 липня 1999 (вік 21 рік)     | 5    | 2    | Спеція         |
| 19 | ЗХ   | Марко Сала          | 4 червня 1999 (вік 21 рік)     | 11   | 0    | SPAL           |
| 20 | НП   | Джакомо Распадорі   | 18 лютого 2000 (вік 21 рік)    | 7    | 3    | Сассуоло       |
| 21 | ПЗ   | Джуліо Маджоре      | 12 березня 1998 (вік 23 роки)  | 7    | 1    | Спеція         |
| 22 | ВР   | Мікеле Черофоліні   | 4 січня 1999 (вік 22 роки)     | 2    | 0    | Реджана        |
| 23 | НП   | Ріккардо Соттіль    | 3 червня 1999 (вік 21 рік)     | 11   | 3    | Кальярі        |

### Нідерланди
Головний тренер: Ервін ван де Лой
Остаточний склад було оголошено 21 травня 2021. 24 травня Ноа Ланг і Дейовайсіо Зефейк були виключені з заявки через травми, а Людовіт Рейс через зобов'язання перед клубом, а на їх місце в заявку були включені Матс Кнустер і Кай Сіргейс (зменшивши таким чином заявку до 22 гравців). 26 травня Браян Броббі покинув збірну через травму,  хоча все-одно залишився у заявці під № 19.
| №  | Поз. | Гравець           | Дата народження (вік)           | Ігри | Голи | Клуб               |
| -- | ---- | ----------------- | ------------------------------- | ---- | ---- | ------------------ |
| 1  | ВР   | Джастін Бейло     | 22 січня 1998 (вік 23 роки)     | 11   | 0    | Феєнорд            |
| 2  | ЗХ   | Джордан Тезе      | 30 вересня 1999 (вік 21 рік)    | 8    | 0    | ПСВ                |
| 3  | ЗХ   | Перр Схюрс        | 26 листопада 1999 (вік 21 рік)  | 15   | 1    | Аякс (Амстердам)   |
| 4  | ЗХ   | Свен Ботман       | 12 січня 2000 (вік 21 рік)      | 5    | 1    | Лілль              |
| 5  | ЗХ   | Мітхел Баккер     | 20 червня 2000 (вік 20 років)   | 9    | 0    | Парі Сен-Жермен    |
| 6  | ПЗ   | Ферді Кадиоглу    | 7 жовтня 1999 (вік 21 рік)      | 16   | 1    | Фенербахче         |
| 7  | НП   | Джастін Клюйверт  | 5 травня 1999 (вік 22 роки)     | 18   | 5    | РБ Лейпциг         |
| 8  | ПЗ   | Абду Харруї       | 13 січня 1998 (вік 23 роки)     | 11   | 1    | Спарта (Роттердам) |
| 9  | НП   | Майрон Боаду      | 14 січня 2001 (вік 20 років)    | 10   | 9    | АЗ                 |
| 10 | ПЗ   | Дані де Віт       | 28 січня 1998 (вік 23 роки)     | 15   | 11   | АЗ                 |
| 11 | НП   | Калвін Стенгс     | 18 грудня 1998 (вік 22 роки)    | 5    | 3    | АЗ                 |
| 12 | НП   | Матс Кнустер      | 19 листопада 1998 (вік 22 роки) | 0    | 0    | Гераклес           |
| 13 | ЗХ   | Даніло Дукі       | 30 червня 1998 (вік 22 роки)    | 5    | 0    | Вітессе            |
| 14 | ЗХ   | Девайн Ренсх      | 18 січня 2003 (вік 18 років)    | 0    | 0    | Аякс (Амстердам)   |
| 15 | ЗХ   | Тайрелл Маласіа   | 17 серпня 1999 (вік 21 рік)     | 5    | 0    | Феєнорд            |
| 16 | ВР   | К'єлл Схерпен     | 23 січня 2000 (вік 21 рік)      | 8    | 0    | Аякс (Амстердам)   |
| 17 | ПЗ   | Юрген Еккеленкамп | 5 квітня 2000 (вік 21 рік)      | 5    | 3    | Аякс (Амстердам)   |
| 18 | ВР   | Азор Матусіва     | 28 квітня 1998 (вік 23 роки)    | 2    | 0    | Гронінген          |
| 20 | НП   | Кай Сіргейс       | 27 квітня 1998 (вік 23 роки)    | 12   | 9    | Реймс              |
| 21 | НП   | Явайро Ділросун   | 22 червня 1998 (вік 22 роки)    | 11   | 2    | Герта (Берлін)     |
| 23 | ВР   | Мартен Пас        | 14 травня 1998 (вік 23 роки)    | 6    | 0    | Утрехт             |

### Португалія
Головний тренер: Руй Жорже
Остаточний склад було оголошено 21 травня 2021. 24 травня Тьєррі Коррейя через позитивний тест на COVID-19 та Франсішку Трінкан через карантин після близького контакту з гравцем були виключені з заявки і їх замінили Абду Конте and Філіпе Соаріш.
| №  | Поз. | Гравець                | Дата народження (вік)         | Ігри | Голи | Клуб                    |
| -- | ---- | ---------------------- | ----------------------------- | ---- | ---- | ----------------------- |
| 1  | ВР   | Діогу Кошта            | 19 вересня 1999 (вік 21 рік)  | 13   | 0    | Порту                   |
| 2  | ЗХ   | Абду Конте             | 24 березня 1998 (вік 23 роки) | 0    | 0    | Морейренсі              |
| 3  | ЗХ   | Diogo Leite            | 23 січня 1999 (вік 22 роки)   | 19   | 2    | Порту                   |
| 4  | ЗХ   | Діогу Кейрош (captain) | 5 січня 1999 (вік 22 роки)    | 13   | 4    | Фамалікан               |
| 5  | ЗХ   | Діогу Дало             | 15 березня 1999 (вік 22 роки) | 12   | 0    | Мілан                   |
| 6  | ПЗ   | Флорентіну Луїш        | 19 серпня 1999 (вік 21 рік)   | 9    | 0    | Монако                  |
| 7  | ПЗ   | Вітінья                | 13 лютого 2000 (вік 21 рік)   | 14   | 1    | Вулвергемптон Вондерерз |
| 8  | ПЗ   | Жедсон Фернандеш       | 9 січня 1999 (вік 22 роки)    | 14   | 2    | Галатасарай             |
| 9  | НП   | Рафаел Леан            | 10 червня 1999 (вік 21 рік)   | 12   | 1    | Мілан                   |
| 10 | ПЗ   | Даніел Браганса        | 27 травня 1999 (вік 22 роки)  | 10   | 0    | Спортінг (Лісабон)      |
| 11 | НП   | Дані Мота              | 2 травня 1998 (вік 23 роки)   | 13   | 5    | Монца                   |
| 12 | ВР   | Луїш Машиміану         | 5 січня 1999 (вік 22 роки)    | 2    | 0    | Спортінг (Лісабон)      |
| 13 | ЗХ   | Томаш Тавареш          | 7 березня 2001 (вік 20 років) | 5    | 0    | Фаренсе                 |
| 14 | ЗХ   | Педру Перейра          | 22 січня 1998 (вік 23 роки)   | 4    | 0    | Кротоне                 |
| 15 | ЗХ   | Тьягу Джало            | 9 квітня 2000 (вік 21 рік)    | 3    | 0    | Лілль                   |
| 16 | ПЗ   | Ромаріу Бару           | 25 січня 2000 (вік 21 рік)    | 1    | 0    | Порту                   |
| 17 | ПЗ   | Філіпе Соаріш          | 20 травня 1999 (вік 22 роки)  | 3    | 0    | Морейренсі              |
| 18 | НП   | Гонсалу Рамуш          | 20 червня 2001 (вік 19 років) | 6    | 1    | Бенфіка                 |
| 19 | НП   | Тьягу Томаш            | 16 червня 2002 (вік 18 років) | 2    | 0    | Спортінг (Лісабон)      |
| 20 | НП   | Жота                   | 30 березня 1999 (вік 22 роки) | 15   | 4    | Реал Вальядолід         |
| 21 | НП   | Франсішку Консейсан    | 14 грудня 2002 (вік 18 років) | 3    | 1    | Порту                   |
| 22 | ВР   | Жуан Виржинія          | 10 жовтня 1999 (вік 21 рік)   | 2    | 0    | Евертон                 |
| 23 | ПЗ   | Фабіу Вієйра           | 30 травня 2000 (вік 21 рік)   | 10   | 6    | Порту                   |

### Іспанія
Головний тренер: Луїс де ла Фуенте
Остаточний склад було оголошено 21 травня 2021. 26 травня Хон Монкайола був виключений з заявки через травму і його замінив Антоніо Бланко.
| №  | Поз. | Гравець           | Дата народження (вік)          | Ігри | Голи | Клуб                 |
| -- | ---- | ----------------- | ------------------------------ | ---- | ---- | -------------------- |
| 1  | ВР   | Альваро Фернандес | 13 квітня 1998 (вік 23 роки)   | 8    | 0    | Уеска                |
| 2  | ЗХ   | Оскар Мінгеса     | 13 травня 1999 (вік 22 роки)   | 1    | 0    | Барселона Б          |
| 3  | ЗХ   | Адрія Педроса     | 13 травня 1998 (вік 23 роки)   | 8    | 2    | Еспаньйол            |
| 4  | ЗХ   | Уго Гільямон      | 31 січня 2000 (вік 21 рік)     | 7    | 1    | Валенсія             |
| 5  | ЗХ   | Хорхе Куенка      | 17 листопада 1999 (вік 21 рік) | 10   | 0    | Альмерія             |
| 6  | ПЗ   | Мартін Субіменді  | 2 лютого 1999 (вік 22 роки)    | 5    | 0    | Реал Сосьєдад        |
| 7  | НП   | Брахім Діас       | 3 серпня 1999 (вік 21 рік)     | 6    | 2    | Мілан                |
| 8  | ПЗ   | Фран Бельтран     | 3 лютого 1999 (вік 22 роки)    | 13   | 0    | Сельта               |
| 9  | НП   | Абель Руїс        | 28 січня 2000 (вік 21 рік)     | 6    | 0    | Брага                |
| 10 | ПЗ   | Гонсало Вільяр    | 23 березня 1998 (вік 23 роки)  | 8    | 1    | Рома                 |
| 11 | ПЗ   | Марк Кукурелья    | 22 липня 1998 (вік 22 роки)    | 9    | 1    | Хетафе               |
| 12 | ЗХ   | Хуан Міранда      | 19 січня 2000 (вік 21 рік)     | 5    | 1    | Реал Бетіс           |
| 13 | ВР   | Хосеп Мартінес    | 27 травня 1998 (вік 23 роки)   | 3    | 0    | РБ Лейпциг           |
| 14 | ПЗ   | Ману Гарсія       | 2 січня 1998 (вік 23 роки)     | 8    | 2    | Спортінг (Хіхон)     |
| 15 | ЗХ   | Алехандро Франсес | 01 серпня 2002 (вік 18 років)  | 0    | 0    | Реал Сарагоса        |
| 16 | ПЗ   | Антоніо Бланко    | 13 травня 1998 (вік 23 роки)   | 0    | 0    | Реал Мадрид Кастілья |
| 17 | НП   | Браян Хіль        | 11 лютого 2001 (вік 20 років)  | 3    | 0    | Ейбар                |
| 18 | НП   | Хаві Пуадо        | 25 травня 1998 (вік 23 роки)   | 8    | 1    | Еспаньйол            |
| 19 | НП   | Фернандо Ніньйо   | 24 жовтня 2000 (вік 20 років)  | 0    | 0    | Вільярреал           |
| 20 | НП   | Єремі Піно        | 20 жовтня 2002 (вік 18 років)  | 2    | 0    | Вільярреал           |
| 21 | ПЗ   | Ойан Сансет       | 25 квітня 2000 (вік 21 рік)    | 0    | 0    | Атлетік (Більбао)    |
| 22 | ЗХ   | Оскар Хіль        | 26 квітня 1998 (вік 23 роки)   | 0    | 0    | Еспаньйол            |
| 23 | ВР   | Іньякі Пенья      | 2 березня 1999 (вік 22 роки)   | 1    | 0    | Барселона Б          |